# Robin Scott
Robin Edmond Scott, född 1 april 1947 i London, är en engelsk New wave-sångare.
Han valde att ta artistnamnet M efter att ha varit i Paris och sett alla skyltar för Métro på vilka det bara stod "M". 
Han är mest känd för sin etta på Billboardlistan "Pop Muzik".

## Diskografi
Album
- Woman from the Warm Grass (1969)
- New York • London • Paris • Munich (1979)
- The Official Secrets Act (1980)
- Famous Last Words (1982)
- Life Class (2003)
- Pop Muzik – The Remix Album (2010)